# Yazaldes Nascimento
Pour les articles homonymes, voir Nascimento.
Yazaldes Valdemar Nascimento Alfonso (né le 17 avril 1986 à São Tomé à Sao Tomé-et-Principe) est un athlète portugais d'origine santoméenne, spécialiste du sprint.
Il a participé aux Jeux olympiques d'été de 2004 pour Sao Tomé-et-Principe avec un record personnel fixé à 11 s 00. Devenu Portugais en 2006, il a réussi 10 s 42 en 2007 à Lisbonne. Avec le relais du Portugal, il termine 6e des Championnats d'Europe d'athlétisme 2012 à Helsinki.
En 2014, il porte son record sur 100 m à 10 s 25 à Salamanque le 12 juin avant de parvenir à la finale des Championnats d'Europe à Zurich (8e en 10 s 46). Puis le 16 août, il bat le record du Portugal du relais 4 x 100 m en 38 s 79, avec ses coéquipiers Diogo Antunes, Francis Obikwelu et Arnaldo Abrantes.
Le 11 juillet 2015, il porte à Madrid son record personnel à 10 s 16 ce qui le qualifie pour les Championnats du monde de 2015 à Pékin et pour les Jeux olympiques de Rio.
Le 1er août 2015, il bat en 38 s 65 lors du meeting de Rieti le record du Portugal du relais 4 x 100 m, avec ses coéquipiers André Costa, Francis Obikwelu et Arnaldo Abrantes.